# Shūgorō Nakazato
Shūgorō Nakazato (né à Shuri (Naha) le 14 août 1919 et mort le 25 août 2016) est un pratiquant japonais d'art martiaux.

## Biographie
Shūgorō Nakazato découvre le karaté en 1935 avec Iju Seiichi. Il pratiquera également les kobudo avec Seiro Tonaki (avec qui il acquiert la maîtrise de plusieurs armes comme le bō, le saï ou le tonfa).
Après la Deuxième Guerre mondiale il devient l'élève de Chibana Shōshin, fondateur du Kōbayashi-Ryū, personnage lié au développement du Shorin-Ryu. Shūgorō Nakazato devient l'un de ses assistants.
Il ouvre par la suite son propre dōjō avec les encouragements de son maître. Et est élevé au grade de 8e dan en 1961 puis à celui de 9e dan en 1967. À la mort de son maître en 1969, bien que n'étant que disciple externe, il est officiellement l'un des successeurs de cette école et on lui décernera le 10e dan peu de temps après. Son courant se nomme le Shorinkan et est l'une des branches actuelles du Shorin-Ryu. Shūgorō Nakazato effectue beaucoup de voyages pour promouvoir son art, notamment aux États-Unis.[réf. nécessaire]
Il reçoit l'ordre du Soleil levant en 2007.